# Phlogophora ischnogramma
Phlogophora ischnogramma là một loài bướm đêm trong họ Noctuidae.